# Argyreuptychia penelope
Argyreuptychia penelope är en fjärilsart som beskrevs av Fabricius 1775. Argyreuptychia penelope ingår i släktet Argyreuptychia och familjen praktfjärilar. Inga underarter finns listade i Catalogue of Life.